# Hirtella enneandra
Hirtella enneandra là một loài thực vật thuộc họ Chrysobalanaceae. Đây là loài đặc hữu của Colombia.